# Jamesonia ceracea
Jamesonia ceracea là một loài dương xỉ trong họ Pteridaceae. Loài này được Maxon mô tả khoa học đầu tiên năm 1924.